# Zygmunt Hasiewicz
Zygmunt Hasiewicz (ur. 1948 r.) – polski inżynier elektronik. Absolwent Politechniki Wrocławskiej. Od 2006 profesor na Wydziale Elektroniki Politechniki Wrocławskiej.